# Bitoma granulata
Bitoma granulata is een keversoort uit de familie somberkevers (Zopheridae). De wetenschappelijke naam van de soort werd in 1910 gepubliceerd door Willis Stanley Blatchley.